# Jorrit M. Kelder
Jorrit M. Kelder (* 1980 in Hoorn) ist ein niederländischer Klassischer Archäologe und Mykenologe.
Kelder studierte Archäologie des Mittelmeerraumes an der Universität von Amsterdam und wurde 2009 mit einer Dissertation zu den mykenischen politischen Beziehungen mit Anatolien und Ägypten promoviert.
In der Folge war er von 2009 bis 2011 Mitarbeiter des Nederlandse Organisatie voor Wetenschappelijk Onderzoek. In 2109 würde er zum  Gastprofessor an der Universität Gent ernannt. Neben seinen beruflichen Tätigkeiten als Senior Grant Adviser an der Universität Leiden ist Kelder Mitglied des Wolfson College, Oxford, und Mitglied des Stiftungsrats der internationalen gemeinnützigen Stiftung Luwian Studies.
Forschungsschwerpunkte sind die wechselseitigen Beziehungen zwischen dem prä- und frühgeschichtlichen Griechenland und dem Mittelmeerraum, der Zusammenhang zwischen Archäologie und Philologie sowie die Frühgeschichte Ägyptens.

## Schriften (Auswahl)
- mit Willemijn Waal (Hrsg.): From “LUGAL.GAL” to ’WANAX’ : Kingship and Political Organisation in the Late Bronze Age Aegean. Sidestone Press, Leiden 2019, (Inhaltsverzeichnis).
- The Kingdom of Mycenae. A Great Kingdom in the Late Bronze Age Aegean CDL Press, Maryland 2010.
- mit Gunay Uslu und Ömer Faruk Şerifoğlu (Hrsg.): Troy. City, Homer, Turkey. W-books, Zwolle 2012.

## Belege
1. ↑  Jorrit Kelder, In: research.flw.ugent.be (niederländisch) (abgerufen am 6. November 2020)
2. ↑  Jorrit Kelder, Senior Grant Advisor, In: universiteitleiden.nl (englisch) (abgerufen am 6. November 2020)

| Personendaten    | Personendaten                                          |
| ---------------- | ------------------------------------------------------ |
| NAME             | Kelder, Jorrit M.                                      |
| ALTERNATIVNAMEN  | Kelder, Jorrit Martin                                  |
| KURZBESCHREIBUNG | niederländischer Klassischer Archäologe und Mykenologe |
| GEBURTSDATUM     | 1980                                                   |
| GEBURTSORT       | Hoorn                                                  |